# Fiat 1500 (1935)
Fiat 1500 – samochód osobowy produkowany przez włoską firmę Fiat w latach 1935–1950. 

## Charakterystyka
Auto po raz pierwszy zostało pokazane na salonie motoryzacyjnym w 1935 roku w Mediolanie. Fiat 1500 był drugim na świecie, po Chryslerze Airflow samochodem testowanym w tunelu aerodynamicznym. 
Samochód dzięki silnikowi o mocy 47 KM mógł osiągnąć prędkość maksymalną wynoszącą ponad 120 km/h. Projektantem auta był włoski inżynier Mario Revelli di Beaumont.
W 1939 roku na rynek weszła nowa wersja pojazdu model 1500B, która posiadała ulepszone hamulce. Rok później ukazała się wersja 1500C z poprawioną stylizacją przedniego członu samochodu.
W 1949 roku wprowadzono do produkcji wersję 1500E, która posiadała m.in. mobilne koło zapasowe umieszczone w samochodzie.
Do końca produkcji samochodu w 1950 zbudowano ponad 46 000 wszystkich wersji pojazdu.

## Opis techniczny
- Silnik benzynowy czterosuwowy, górnozaworowy, 6-cylindrowy o pojemności 1493 cm³. Średnica tłoka 65 mm, skok 75 mm. Przy nominalnym stopniu sprężania wynoszącym 5,6:1 osiągał moc 45 KM. Zawory umieszczone w głowicy, napędzane dźwigienkami wahadłowymi. Blok silnika odlany z żeliwa fosforomanganowego. Wał korbowy oparty na czterech łożyskach. Zasilanie paliwem wspomagane pompą przeponową. Przewód ssący podgrzewany spalinami, przed gaźnikiem wyposażony w tłumik szmerów ssania. Chłodzenie silnika cieczą, temperatura płynu chłodzącego regulowana termostatem. Silnik uruchamiany rozrusznikiem za pomocą przycisku na desce rozdzielczej. Wyprzedzenie zapłonu regulowane automatycznie[1].
- Przeniesienie napędu na tylne koła poprzez wał napędowy ukryty w belce środkowej[1].
- Układ hamulcowy hydrauliczny działający na wszystkie koła, hamulce bębnowe aluminiowe, użebrowane o wewnętrznych pierścieniach żeliwnych. Hamulec postojowy działa na koła tylne[1].
- Rama oparta na pojedynczej belce środkowej o profilu zamkniętym. Zawieszenie kół przednich niezależne, resorowane sprężynami spiralnymi, amortyzatory olejowe. Z tyłu resory podłużne, amortyzatory olejowe, drążek stabilizujący przechyły boczne. Rozstaw osi 280 cm, rozstaw kół przednich 130 cm, rozstaw kół tylnych 135 cm. Ogumienie o rozmiarze 5,5” × 15”[1].